# Феологильд Кентерберийский
Феологильд (англ. Feologild; умер 30 августа 832) — 16-й архиепископ Кентерберийский (832 год).

## Биография
В 803 году в качестве аббата одного из Кентских монастырей подписал акт пятого Совета Кловешо (Клофешо) — одного из семи совместных совещаний представителей англосаксонской светской и духовной власти VIII—IX веков, решениями которого, в частности, утверждалось включение в состав Кентерберийской архиепископии епархий Мерсии (с санкции Папы Римского Льва III и вопреки позиции короля Кенвульфа). В «Кентских грамотах» («Kentish charters» — королевские грамоты, подтверждающие права на землю и другие привилегии) Феологильд упоминается с 803 по 825 год. 25 апреля 832 года избран архиепископом Кентерберийским, рукоположён в сан 9 июня и умер 30 августа 832 года. Отдельные исследователи считают факт пребывания Феологильда на Кентерберийской кафедре недостоверным.